# 2004-es labdarúgó-Európa-bajnokság (selejtező – 3. csoport)
A 2004-es labdarúgó-Európa-bajnokság selejtezőjének 3. csoportjának mérkőzéseit tartalmazó lapja. A csoportban Csehország, Hollandia, Ausztria, Fehéroroszország és Moldova szerepelt. A csapatok körmérkőzéses, oda-visszavágós rendszerben játszottak egymással.
Csehország kijutott a Európa-bajnokságra. Hollandia pótselejtezőt játszott, amelyet megnyert és kijutott az Eb-re.

## Tabella
| Hely. | Csapat           | M | Gy | D | V | G+ | G– | Gk  | P  | Továbbjutás                           |     | Csehország | Hollandia | Ausztria | Moldova | Fehéroroszország |
| ----- | ---------------- | - | -- | - | - | -- | -- | --- | -- | ------------------------------------- | --- | ---------- | --------- | -------- | ------- | ---------------- |
| 1.    | Csehország       | 8 | 7  | 1 | 0 | 23 | 5  | +18 | 22 | Kijutott a 2004-es Európa-bajnokságra |     | —          | 3–1       | 4–0      | 5–0     | 2–0              |
| 2.    | Hollandia        | 8 | 6  | 1 | 1 | 20 | 6  | +14 | 19 | Pótselejtezőbe került                 |     | 1–1        | —         | 3–1      | 5–0     | 3–0              |
| 3.    | Ausztria         | 8 | 3  | 0 | 5 | 12 | 14 | −2  | 9  |                                       |     | 2–3        | 0–3       | —        | 2–0     | 5–0              |
| 4.    | Moldova          | 8 | 2  | 0 | 6 | 5  | 19 | −14 | 6  |                                       | 0–2 | 1–2        | 1–0       | —        | 2–1     |                  |
| 5.    | Fehéroroszország | 8 | 1  | 0 | 7 | 4  | 20 | −16 | 3  |                                       | 1–3 | 0–2        | 0–2       | 2–1      | —       |                  |

## Mérkőzések
| 2002. szeptember 7. |

| Hollandia                               | 3–0               | Fehéroroszország |
| --------------------------------------- | ----------------- | ---------------- |
| Davids 35' Kluivert 37' Hasselbaink 73' | (2–0) Jegyzőkönyv |                  |

| Philips Stadion, Eindhoven Nézőszám: 34 000 Játékvezető: Graham Barber (angol) |

| 2002. szeptember 7. |

| Ausztria                            | 2–0               | Moldova |
| ----------------------------------- | ----------------- | ------- |
| Herzog 4' (11-esből) 29' (11-esből) | (2–0) Jegyzőkönyv |         |

| Ernst-Happel-Stadion, Bécs Nézőszám: 18 300 Játékvezető: Stuart Dougal (skót) |

| 2002. október 12. |

| Moldova | 0–2               | Csehország                             |
| ------- | ----------------- | -------------------------------------- |
|         | (0–0) Jegyzőkönyv | Jankulovski 69' (11-esből) Rosický 79' |

| Stadionul Republican, Chişinău Nézőszám: 3500 Játékvezető: Leslie Irvine (északír) |

| 2002. október 12. |

| Fehéroroszország | 0–2               | Ausztria                 |
| ---------------- | ----------------- | ------------------------ |
|                  | (0–0) Jegyzőkönyv | Schopp 58' Akagündüz 88' |

| Dinamo Stadium, Minszk Nézőszám: 20 000 Játékvezető: Eric Poulat (francia) |

| 2002. október 16. |

| Csehország            | 2–0               | Fehéroroszország |
| --------------------- | ----------------- | ---------------- |
| Poborský 6' Baroš 23' | (2–0) Jegyzőkönyv |                  |

| Na Stínadlech, Teplice Nézőszám: 12 850 Játékvezető: Helmut Fleischer (német) |

| 2002. október 16. |

| Ausztria | 0–3               | Hollandia                       |
| -------- | ----------------- | ------------------------------- |
|          | (0–3) Jegyzőkönyv | Seedorf 15' Cocu 20' Makaay 30' |

| Ernst-Happel-Stadion, Bécs Nézőszám: 46 300 Játékvezető: Pierluigi Collina (olasz) |

| 2003. március 29. |

| Hollandia          | 1–1               | Csehország |
| ------------------ | ----------------- | ---------- |
| Van Nistelrooy 45' | (1–0) Jegyzőkönyv | Koller 68' |

| De Kuip, Rotterdam Nézőszám: 44 000 Játékvezető: Kim Milton Nielsen (dán) |

| 2003. március 29. |

| Fehéroroszország        | 2–1               | Moldova      |
| ----------------------- | ----------------- | ------------ |
| Kutuzov 43' Gurenko 58' | (1–1) Jegyzőkönyv | Cebotari 14' |

| Dinamo Stadium, Minszk Nézőszám: 8000 Játékvezető: Johan Verbist (belga) |

| 2003. április 2. |

| Moldova   | 1–2               | Hollandia                         |
| --------- | ----------------- | --------------------------------- |
| Boret 16' | (1–1) Jegyzőkönyv | Van Nistelrooy 37' Van Bommel 85' |

| Sheriff Stadium, Tiraspol Nézőszám: 12 500 Játékvezető: Alain Sars (francia) |

| 2003. április 2. |

| Csehország                                           | 4–0               | Ausztria |
| ---------------------------------------------------- | ----------------- | -------- |
| Nedvěd 18' Koller 32' 62' Jankulovski 56' (11-esből) | (2–0) Jegyzőkönyv |          |

| Toyota Arena, Prága Nézőszám: 17 150 Játékvezető: Antonio Jesús López Nieto (spanyol) |

| 2003. június 7. |

| Moldova    | 1–0               | Ausztria |
| ---------- | ----------------- | -------- |
| Frunză 60' | (0–0) Jegyzőkönyv |          |

| Sheriff Stadium, Tiraspol Nézőszám: 7500 Játékvezető: Joaquim Paulo Paraty da Silva (portugál) |

| 2003. június 7. |

| Fehéroroszország | 0–2               | Hollandia                 |
| ---------------- | ----------------- | ------------------------- |
|                  | (0–0) Jegyzőkönyv | Overmars 61' Kluivert 68' |

| Dinamo Stadium, Minszk Nézőszám: 25 000 Játékvezető: Tom Henning Øvrebø (norvég) |

| 2003. június 11. |

| Csehország                                                   | 5–0               | Moldova |
| ------------------------------------------------------------ | ----------------- | ------- |
| Šmicer 41' Koller 73' (11-esből) Štajner 82' Lokvenc 88' 90' | (1–0) Jegyzőkönyv |         |

| Andrův Stadion, Olomouc Nézőszám: 12 097 Játékvezető: Kristinn Jakobsson (izlandi) |

| 2003. június 11. |

| Ausztria                                                  | 5–0               | Fehéroroszország |
| --------------------------------------------------------- | ----------------- | ---------------- |
| Aufhauser 33' Haas 47' Kirchler 53' Wallner 62' Cerny 70' | (1–0) Jegyzőkönyv |                  |

| Tivoli Neu, Innsbruck Nézőszám: 8100 Játékvezető: Peter Fröjdfeldt (svéd) |

| 2003. szeptember 6. |

| Hollandia                               | 3–1               | Ausztria     |
| --------------------------------------- | ----------------- | ------------ |
| Van der Vaart 29' Kluivert 60' Cocu 62' | (1–1) Jegyzőkönyv | Pogatetz 32' |

| De Kuip, Rotterdam Nézőszám: 48 000 Játékvezető: Eric Poulat (francia) |

| 2003. szeptember 6. |

| Fehéroroszország | 1–3               | Csehország                      |
| ---------------- | ----------------- | ------------------------------- |
| Bulyha 14'       | (1–1) Jegyzőkönyv | Nedvěd 37' Baroš 54' Šmicer 85' |

| Dinamo Stadium, Minszk Nézőszám: 8000 Játékvezető: Thomas McCurry (skót) |

| 2003. szeptember 10. |

| Moldova                | 2–1               | Fehéroroszország        |
| ---------------------- | ----------------- | ----------------------- |
| Dadu 26' Covalciuc 87' | (1–0) Jegyzőkönyv | Vasilyuk 90' (11-esből) |

| Sheriff Stadium, Tiraspol Nézőszám: 7000 Játékvezető: Dejan Delević (szerbia és montenegrói) |

| 2003. szeptember 10. |

| Csehország                                   | 3–1               | Hollandia         |
| -------------------------------------------- | ----------------- | ----------------- |
| Koller 14' (11-esből) Poborský 37' Baroš 90' | (2–0) Jegyzőkönyv | Van der Vaart 60' |

| Toyota Arena, Prága Nézőszám: 18 356 Játékvezető: Lucílio Batista (portugál) |

| 2003. október 11. |

| Hollandia                                                                           | 5–0               | Moldova |
| ----------------------------------------------------------------------------------- | ----------------- | ------- |
| Kluivert 43' Sneijder 50' Van Hooijdonk 73' (11-esből) Van der Vaart 79' Robben 88' | (1–0) Jegyzőkönyv |         |

| Philips Stadion, Eindhoven Nézőszám: 30 995 Játékvezető: Zeljko Siric (horvát) |

| 2003. október 11. |

| Ausztria                | 2–3               | Csehország                               |
| ----------------------- | ----------------- | ---------------------------------------- |
| Haas 49' Ivanschitz 77' | (0–1) Jegyzőkönyv | Jankulovski 26' Vachoušek 78' Koller 90' |

| Ernst-Happel-Stadion, Bécs Nézőszám: 32 350 Játékvezető: Georgios Kasnaferis (görög) |